# Thaddäus Ledóchowski

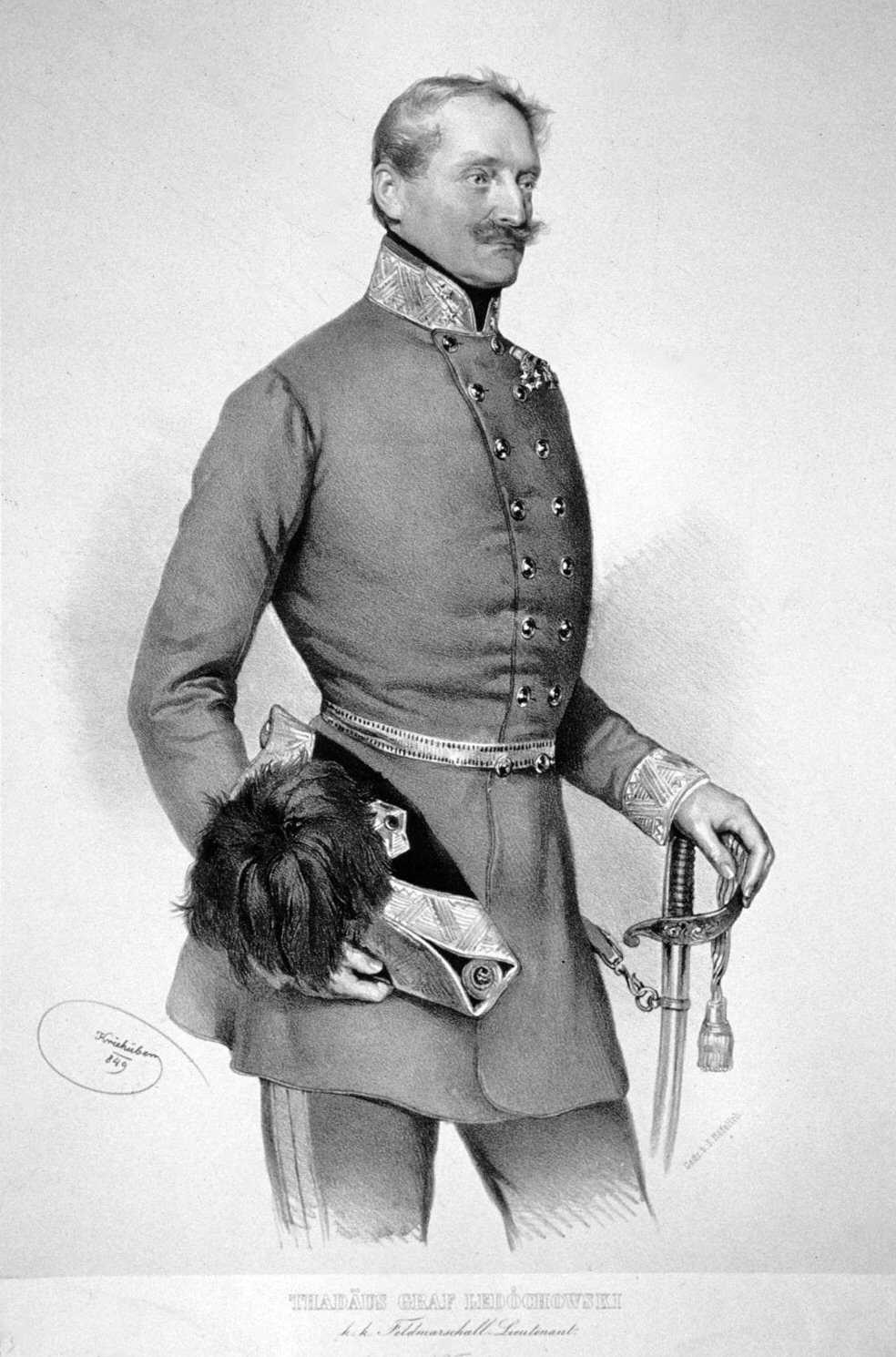
Thaddäus Ledóchowski, Lithographie von Josef Kriehuber,1849

Tadeusz Szymon Ledóchowski-Halka (dt. Thaddäus Simon Ledóchowski-Halka; * 28. Oktober 1790 in Krupna in Wolhynien; † 22. Februar 1856 in Wien) war ein polnisch-österreichischer Graf und k.k. Feldmarschallleutnant.

## Leben
Thaddäus stammt aus einem alten polnischen Adelsgeschlecht. Sein Vater Anton Ledóchowski war Starost von Hajsin und Träger des Großkreuzes des österreichischen Leopold-Ordens, die Mutter Julie eine geborene Gräfin Ostrowska. Graf Thaddäus trat im Alter von 12 Jahren zuerst in die Theresianische Ritter-, dann in die Ingenieur-Akademie ein, die er als kaiserlich königlicher Offizier am 2. März 1809 verließ. Er wurde als Fähnrich in das Infanterieregiment Johann Freiherr von Hiller Nr. 2 eingeteilt und fand bei dem im genannten Jahre ausgebrochenen Feldzug bald Gelegenheit sich auszuzeichnen. 
Als in der Schlacht von Regensburg am 23. April 1809 die französischen Sturmkolonnen von allen Seiten in die Stadt eindrangen und die kaiserliche Armee Befehl zum Rückzug erhalten hatte, erhielt der Ledóchowski von Prinz Philipp von Hessen-Homburg, damaliger Oberst im Regiment, den Befehl über eine kleine Abteilung des Regiments, welcher aber die drei Fahnen desselben anvertraut waren. Diese durften nicht in die Hände des Feindes fallen. Vom Feinde eingeschlossen, rettete er die ihm anvertrauten Paniere. 
Ledóchowski bahnte sich mit unerschrockenem Mut, den Weg mitten durch die von Denis Diderot befehligten Grenadiere und erreichte, freilich mit kaum mehr als der Hälfte der Mannschaft, das außerhalb der Stadt auf dem Rückzug befindliche Regiment. Aber die Fahnen waren gerettet und diese wie ihr Retter wurden vom Regiment mit lautem Jubel begrüßt. Ledóchowski, dessen schöne Waffentat im Regimentsbefehl des folgenden Tages ausführlich erzählt worden ist, wurde anlässlich derselben zum Leutnant befördert, kam einige Monate später als Oberleutnant zu den Hessen-Homburg-Husaren Nr. 4 und zeichnete sich in diesem Regiment bei Wagram wieder aus. 
Im Jahr 1813 war Ledóchowski bereits Rittmeister und Kompaniekommandant in dem von den galizischen Ständen auf eigene Kosten aufgestellten neuen Reiter-Regiment Kaiser-Ulanen, für dessen schnelle Organisierung der Graf auch große Tätigkeit entwickelt hatte. Im Jahr 1816 zum Kämmerer ernannt, erfreute er sich der besonderen Gunst des Kaisers Franz II. Während des Veroneser Kongresses wurde er in seiner Eigenschaft als Kämmerer dem damaligen Kronprinzen Oskar von Schweden zugeteilt. Da mit dem Eintritt der Friedensjahre es an jeder Gelegenheit zu kriegerischen Auszeichnungen fehlte, wurde Ledóchowski im Dienste des Kaiserlichen Hofes verwendet. 
Noch im selben Jahr wurde er Major bei den Erzherzog Ferdinand Husaren Nr. 3, in kurzer Zeit zum Oberstleutnant bei den Heinrich Graf Hardegg Kürassieren Nr. 7, am 21. September 1830 stieg er zum Oberst und Regimentskommandanten bei dem K.u.k. Galizisches Ulanen-Regiment „Erzherzog Carl“ Nr. 3 und am 29. Februar 1836 zum Generalmajor und Brigadechef auf. Nach 36 Dienstjahren trat er am 10. Jänner 1845 als Feldmarschallleutnant in den Ruhestand. Er hatte sich am 14. August 1853 mit Leopoldine, Tochter des Redakteurs Adolph Bäuerle vermählt. Die Ehe blieb jedoch kinderlos. Er starb im Alter von 66 Jahren.